# Antonin Bonnin de Fraysseix
 (juillet 2025).
Antonin Bonnin de Fraysseix (Joseph Antonin Étienne Bonnin de Fraysseix), dit le marquis de Fraysseix ou le marquis de Fraysseix-Bonnin, né le 2 septembre 1838 à Fontenay-le-Comte et mort le 7 septembre 1914 à Paris, est un officier supérieur de marine, peintre, écrivain et inventeur français.

## Famille
Issu d’une ancienne famille du Limousin et du Poitou, il est le fils de Casimir Bonnin, préfet de la Vendée sous la monarchie de Juillet et fondateur des chemins de fer de l'État, et d’Anne Brisson. Il est le frère d’Alexandre Bonnin de Fraysseix, homme de lettres et peintre.
Il épouse en 1872 Louise Germaine Alix d’Hautpoul, issue des familles d'Hautpoul et de Castellane. Ils ont cinq enfants, dont Louis Bonnin de Fraysseix (1872–1914), capitaine d’infanterie coloniale, mort pour la France.

## Carrière militaire
Il intègre l’École navale en 1855 et participe à la guerre de Crimée. Il est engagé ensuite dans la campagne d’Italie (1859), puis au Mexique (1864), où il est décoré de la Légion d’honneur. Il sauve la frégate l’Entreprenante en 1865, ce qui lui vaut une promotion au grade de lieutenant.
Pendant la guerre de 1870-1871, il sert comme capitaine de frégate, puis capitaine de vaisseau en 1890. Il commande divers bâtiments, dont le Saint-Louis et le croiseur Dubourdieu, et devient chef d’état-major de la 2e division de l’escadre de la Méditerranée. Il prend sa retraite en 1898.
Il est gouverneur du prince Louis de Monaco en 1882, puis agent général de la société du canal de Panama (1883–1884).

## Activités artistiques et littéraires
Formé par Paul Baudry et François-Émile de Lansac, il expose au Salon des Artistes français entre 1870 et 1890. Parmi ses œuvres :
- Débarquement de Saint-Louis à Damiette (église Saint-Louis, Toulon)
- Foi, Espérance, Charité (église Saint-Flavien, Toulon)
- La Glorification de l’Idéal, Psyché (présentée au Salon des artistes français en 1906)
- Aquarelles : Prise de Sfax, Dévastation, Au feu ! Gaillard d’avant

Il publie aussi un recueil poétique, Les Orages et les beaux jours, et plusieurs textes de stratégie navale (notamment Sensations navales, 1898).
Il cofonde la Ligue Maritime Française en 1899 et collabore avec Jacques de Bourbon dans Le Correspondant.

## Inventions

### Le fusil «Bonnin»
Il invente en 1866 une carabine à culasse indépendante, permettant de transformer rapidement d’anciennes armes. Présentée à Napoléon III, l’arme fait l’objet d’essais officiels.

### Le tir optique
En 1878, il conçoit un système de visée optique pour canons de marine, adopté officiellement en 1908, qui multiplie par 15 la précision des tirs. Il reçoit le grand prix de l’Académie des sciences pour cette invention.

## Distinctions
- Chevalier de la Légion d'honneur (25 juillet 1864)
- Officier de la Légion d'honneur (5 juillet 1888)
- Médaille commémorative de l’expédition du Mexique
- Lauréat du grand prix décennal de la Marine, Académie des sciences

## Publications
- Les Orages et les beaux jours, Paris, Librairie générale, 1870.
- Sensations navales, Paris, Imprimerie de L. de Soye et fils, 1898.